# Сезон Швейцарської НЛБ 1995—1996
Національна ліга В 1995—1996 — 49-й чемпіонат Швейцарії з хокею (Національна ліга В), чемпіоном став Грассгоппер.

## Регламент
Згідно з регламентом у лізі виступало 10 клубів, що провели між собою по чотири гри. Найкраща вісімка на другому етапі у плей-оф виявила чемпіона Ліги. З наступного сезону ліга розширювалась до 12 клубів.

## Підсумкова таблиця
| М.  | Команда        | І  | В  | Н | П  | Ш       | О  |
| --- | -------------- | -- | -- | - | -- | ------- | -- |
| 1.  | Грассгоппер    | 36 | 28 | 3 | 5  | 168:095 | 59 |
| 2.  | Ла Шо-де-Фон   | 36 | 25 | 5 | 6  | 173:109 | 55 |
| 3.  | Тургау         | 36 | 21 | 6 | 9  | 146:102 | 48 |
| 4.  | Лангнау        | 36 | 21 | 3 | 12 | 164:113 | 45 |
| 5.  | СК «Герізау»   | 36 | 17 | 6 | 13 | 146:113 | 40 |
| 6.  | ХК «Мартіньї»  | 36 | 14 | 5 | 17 | 134:158 | 33 |
| 7.  | Біль           | 36 | 11 | 3 | 22 | 136:174 | 25 |
| 8.  | Женева-Серветт | 36 | 8  | 5 | 23 | 099:152 | 21 |
| 9.  | Ольтен         | 36 | 7  | 5 | 24 | 099:175 | 19 |
| 10. | ХК «Кур»       | 36 | 6  | 3 | 27 | 111:185 | 15 |

## Плей-оф

### Чвертьфінали
- Грассгоппер – Женева-Серветт 3:0 (3:2, 8:2, 6:2)
- Ла Шо-де-Фон – Біль 3:0 (7:0, 4:3, 4:3)
- Тургау – ХК «Мартіньї» 3:0 (4:3, 5:1, 6:5)
- Лангнау – СК «Герізау» 3:2 (4:1, 3:8, 5:4, 2:6, 2:1)

### Півфінали
- Грассгоппер – Лангнау 3:0 (4:1, 6:4, 4:0)
- Ла Шо-де-Фон – Тургау 3:1 (4:3, 1:4, 5:1, 3:2)